# Atenienses de Manatí 2024
Questa voce raccoglie le informazioni riguardanti le Atenienses de Manatí nella stagione 2024.

## Stagione
Le Atenienses de Manatí disputano la loro terzo Liga de Voleibol Superior Femenino, terminando la regular season al terzo posto: ai play-off scudetto superano le Changas de Naranjito ai quarti di finale e le Pinkin de Corozal in semifinale, raggiungendo le finali scudetto, in cui vengono sconfitte dalle Cangrejeras de Santurce.

## Organigramma societario
Area direttiva
- Presidente: Luis Ernesto Santini

Area tecnica
- Allenatore: Ramón Lawrence

## Rosa
| N° | Nome              | Ruolo | Data di nascita  | Nazionalità sportiva |
| -- | ----------------- | ----- | ---------------- | -------------------- |
| 1  | Valeria Flores    | S     | 31 dicembre 2003 | Porto Rico           |
| 3  | Yeleishka Vázquez | P     | 21 ottobre 1995  | Porto Rico           |
| 4  | Taylor Borup      | S     | 11 marzo 1998    | Stati Uniti          |
| 6  | Yaleimid Correa   | L     | 14 marzo 2002    | Porto Rico           |
| 7  | Lizzelle Cintrón  | C     | 5 marzo 1986     | Porto Rico           |
| 8  | Jonnalys Matos    | C     | 17 agosto 1991   | Porto Rico           |
| 9  | Isabel Quintana   | S     | -                | Porto Rico           |
| 10 | Claudia Dillon    | C     | 17 ottobre 2000  | Stati Uniti          |
| 12 | Okiana Valle      | L     | 29 agosto 1997   | Porto Rico           |
| 13 | Alexa Barral      | C     | 15 dicembre 1998 | Porto Rico           |
| 15 | Nicole Drewnick   | P     | 8 settembre 2001 | Brasile              |
| 16 | María Schlegel    | S     | 29 agosto 1993   | Spagna               |
| 17 | Zoe Weatherington | O     | 7 dicembre 2001  | Stati Uniti          |
| 19 | Karla Santos      | S     | 28 novembre 1997 | Porto Rico           |

## Mercato
| Acquisti                               | Acquisti          | Acquisti             | Acquisti   |
| R.                                     | Nome              | da                   | Modalità   |
| -------------------------------------- | ----------------- | -------------------- | ---------- |
| C                                      | Alexa Barral      | -                    | definitivo |
| C                                      | Lizzelle Cintrón  | -                    | definitivo |
| C                                      | Claudia Dillon    | Central Florida      | definitivo |
| P                                      | Nicole Drewnick   | Notre Dame           | definitivo |
| S                                      | Isabel Quintana   | -                    | definitivo |
| L                                      | Okiana Valle      | Changas de Naranjito | definitivo |
| O                                      | Zoe Weatherington | Penn State           | definitivo |
| Trasferimenti nel corso della stagione |                   |                      |            |
| S                                      | Taylor Borup      | -                    | definitivo |
| S                                      | María Schlegel    | Columbus Fury        | definitivo |

| Cessioni                               | Cessioni             | Cessioni             | Cessioni   |
| R.                                     | Nome                 | a                    | Modalità   |
| -------------------------------------- | -------------------- | -------------------- | ---------- |
| O                                      | Saelis Báez          | -                    | ritirata   |
| L                                      | Nayka Benítez        | -                    | ritirata   |
| C                                      | Joaliz Cancel        | Changas de Naranjito | definitivo |
| O                                      | Shirley Ferrer       | -                    | ritirata   |
| O                                      | Gloria Mutiri        | Münster              | definitivo |
| L                                      | Katherine Santiago   | -                    | ritirata   |
| C                                      | Callie Schwarzenbach | Osasco               | definitivo |
| S                                      | Alondra Vázquez      | Vilsbiburg           | definitivo |
| P                                      | MacKenzi Welsh       | -                    | ritirata   |
| Trasferimenti nel corso della stagione |                      |                      |            |
| S                                      | Taylor Borup         | -                    | svincolata |

## Risultati

### LVSF

#### Regular season
| 18 gennaio 2024 Coliseo Gelito Ortega, Naranjito       | Changas de Naranjito    | 0 - 3 | Atenienses de Manatí    | 15-25, 14-25, 11-25               |
| 20 gennaio 2024 Coliseo Juan Aubín Cruz Abreu, Manatí  | Atenienses de Manatí    | 3 - 0 | Mets de Guaynabo        | 25-14, 25-21, 25-21               |
| 22 gennaio 2024 Coliseo Roberto Clemente, San Juan     | Cangrejeras de Santurce | 3 - 1 | Atenienses de Manatí    | 25-18, 25-19, 19-25, 25-23        |
| 24 gennaio 2024 Coliseo Juan Aubín Cruz Abreu, Manatí  | Atenienses de Manatí    | 3 - 0 | Criollas de Caguas      | 26-24, 25-15, 25-15               |
| 26 gennaio 2024 Cancha José "Pepin" Cestero, Bayamón   | Pinkin de Corozal       | 3 - 0 | Atenienses de Manatí    | 25-16, 25-22, 25-14               |
| 28 gennaio 2024 Coliseo Juan Aubín Cruz Abreu, Manatí  | Atenienses de Manatí    | 3 - 1 | Valencianas de Juncos   | 29-31, 25-14, 26-24, 25-17        |
| 1º febbraio 2024 Coliseo Juan Aubín Cruz Abreu, Manatí | Atenienses de Manatí    | 3 - 1 | Changas de Naranjito    | 25-23, 25-22, 23-25, 25-15        |
| 4 febbraio 2024 Coliseo Juan Aubín Cruz Abreu, Manatí  | Atenienses de Manatí    | 3 - 2 | Cangrejeras de Santurce | 33-35, 20-25, 25-15, 27-25, 15-5  |
| 9 febbraio 2024 Coliseo Juan Aubín Cruz Abreu, Manatí  | Atenienses de Manatí    | 3 - 1 | Pinkin de Corozal       | 26-24, 25-20, 22-25, 25-21        |
| 12 febbraio 2024 Coliseo Mario Morales, Guaynabo       | Mets de Guaynabo        | 3 - 1 | Atenienses de Manatí    | 25-23, 25-22, 27-29, 25-21        |
| 15 febbraio 2024 Coliseo Gelito Ortega, Naranjito      | Changas de Naranjito    | 2 - 3 | Atenienses de Manatí    | 25-23, 15-25, 25-21, 11-25, 8-15  |
| 17 febbraio 2024 Coliseo Juan Aubín Cruz Abreu, Manatí | Atenienses de Manatí    | 1 - 3 | Mets de Guaynabo        | 18-25, 23-25, 25-20, 21-25        |
| 19 febbraio 2024 Coliseo Roberto Clemente, San Juan    | Cangrejeras de Santurce | 2 - 3 | Atenienses de Manatí    | 29-27, 25-23, 19-25, 18-25, 11-15 |
| 21 febbraio 2024 Coliseo Juan Aubín Cruz Abreu, Manatí | Atenienses de Manatí    | 3 - 2 | Criollas de Caguas      | 21-25, 30-28, 28-26, 16-25, 12-15 |
| 23 febbraio 2024 Cancha José "Pepin" Cestero, Bayamón  | Pinkin de Corozal       | 3 - 1 | Atenienses de Manatí    | 27-29, 25-16, 28-26, 25-22        |
| 25 febbraio 2024 Coliseo Juan Aubín Cruz Abreu, Manatí | Atenienses de Manatí    | 3 - 1 | Valencianas de Juncos   | 25-13, 25-18, 24-26, 25-14        |
| 29 febbraio 2024 Coliseo Juan Aubín Cruz Abreu, Manatí | Atenienses de Manatí    | 3 - 1 | Changas de Naranjito    | 25-23, 17-25, 25-16, 25-13        |
| 1º marzo 2024 Coliseo Roger L. Mendoza, Caguas         | Criollas de Caguas      | 3 - 2 | Atenienses de Manatí    | 19-25, 25-17, 22-25, 25-20, 15-12 |
| 3 marzo 2024 Coliseo Juan Aubín Cruz Abreu, Manatí     | Atenienses de Manatí    | 1 - 3 | Cangrejeras de Santurce | 14-25, 26-24, 25-27, 23-25        |
| 5 marzo 2024 Coliseo Mario Morales, Guaynabo           | Mets de Guaynabo        | 3 - 0 | Atenienses de Manatí    | 25-12, 25-21, 25-14               |
| 8 marzo 2024 Coliseo Juan Aubín Cruz Abreu, Manatí     | Atenienses de Manatí    | 2 - 3 | Pinkin de Corozal       | 17-25, 27-25, 21-25, 25-21, 12-15 |
| 10 marzo 2024 Coliseo Rafael Amalbert, Juncos          | Valencianas de Juncos   | 3 - 1 | Atenienses de Manatí    | 21-25, 25-20, 25-17, 25-19        |
| 13 marzo 2024 Coliseo Roger L. Mendoza, Caguas         | Criollas de Caguas      | 2 - 3 | Atenienses de Manatí    | 27-25, 25-19, 14-25, 15-25, 14-16 |
| 14 marzo 2024 Coliseo Rafael Amalbert, Juncos          | Valencianas de Juncos   | 0 - 3 | Atenienses de Manatí    | 18-25, 23-25, 18-25               |

#### Play-off
| Quarti di finale (gara 1) - 24 marzo 2024 Coliseo Juan Aubín Cruz Abreu, Manatí | Atenienses de Manatí    | 3 - 1 | Changas de Naranjito    | 25-22, 26-24, 23-25, 25-19        |
| Quarti di finale (gara 2) - 26 marzo 2024 Coliseo Gelito Ortega, Naranjito      | Changas de Naranjito    | 1 - 3 | Atenienses de Manatí    | 14-25, 25-15, 22-25, 22-25        |
| Quarti di finale (gara 3) - 28 marzo 2024 Coliseo Juan Aubín Cruz Abreu, Manatí | Atenienses de Manatí    | 1 - 3 | Changas de Naranjito    | 21-25, 25-14, 23-25, 20-25        |
| Quarti di finale (gara 4) - 31 marzo 2024 Coliseo Gelito Ortega, Naranjito      | Changas de Naranjito    | 3 - 1 | Atenienses de Manatí    | 25-23, 22-25, 18-25, 17-25        |
| Semifinali (gara 1) - 3 aprile 2024 Coliseo Carmen Zoraida Figueroa, Corozal    | Pinkin de Corozal       | 3 - 2 | Atenienses de Manatí    | 25-21, 15-25, 25-23, 17-25, 16-14 |
| Semifinali (gara 2) - 4 aprile 2024 Coliseo Juan Aubín Cruz Abreu, Manatí       | Atenienses de Manatí    | 3 - 1 | Pinkin de Corozal       | 25-22, 25-16, 14-25, 25-22        |
| Semifinali (gara 3) - 6 aprile 2024 Coliseo Carmen Zoraida Figueroa, Corozal    | Pinkin de Corozal       | 1 - 3 | Atenienses de Manatí    | 19-25, 29-27, 19-25, 21-25        |
| Semifinali (gara 4) - 8 aprile 2024 Coliseo Juan Aubín Cruz Abreu, Manatí       | Atenienses de Manatí    | 3 - 2 | Pinkin de Corozal       | 22-25, 25-17, 23-25, 25-23, 15-12 |
| Semifinali (gara 5) - 10 aprile 2024 Coliseo Carmen Zoraida Figueroa, Corozal   | Pinkin de Corozal       | 0 - 3 | Atenienses de Manatí    | 16-25, 23-25, 17-25               |
| Finale (gara 1) - 14 aprile 2024 Coliseo Roberto Clemente, San Juan             | Cangrejeras de Santurce | 3 - 1 | Atenienses de Manatí    | 24-26, 26-24, 25-16, 25-15        |
| Finale (gara 2) - 17 aprile 2024 Coliseo Juan Aubín Cruz Abreu, Manatí          | Atenienses de Manatí    | 2 - 3 | Cangrejeras de Santurce | 21-25, 25-23, 25-23, 23-25, 14-16 |
| Finale (gara 3) - 20 aprile 2024 Coliseo Roberto Clemente, San Juan             | Cangrejeras de Santurce | 3 - 0 | Atenienses de Manatí    | 25-16, 25-22, 25-21               |
| Finale (gara 4) - 22 aprile 2024 Coliseo Juan Aubín Cruz Abreu, Manatí          | Atenienses de Manatí    | 1 - 3 | Cangrejeras de Santurce | 22-25, 25-22, 22-25, 17-25        |

## Statistiche

### Statistiche di squadra
| Competizione | Punti | In casa | In casa | In casa | In trasferta | In trasferta | In trasferta | Totale | Totale | Totale |
| Competizione | Punti | G       | V       | P       | G            | V            | P            | G      | V      | P      |
| ------------ | ----- | ------- | ------- | ------- | ------------ | ------------ | ------------ | ------ | ------ | ------ |
| LVSF         | 39    | 18      | 12      | 6       | 19           | 8            | 11           | 37     | 20     | 17     |
| Totale       | -     | 18      | 12      | 6       | 19           | 8            | 11           | 37     | 20     | 17     |

G = partite giocate; V = partite vinte; P = partite perse

### Statistiche dei giocatori
Dati non disponibili.